# Lavis
Lavis (IPA: /laˈvis/, Lavìs in dialetto trentino) è un comune italiano di 9 264 abitanti della provincia di Trento. Situato nella val d'Adige ad una decina di chilometri a nord di Trento presso lo sbocco della val di Cembra, è bagnato dal torrente Avisio (La Vìs in dialetto trentino) da cui ne deriva il nome.

## Storia

### Preistoria e primi insediamenti
In epoca preistorica, il territorio dove oggi sorge Lavis era caratterizzato da un paesaggio difficile: numerosi canali e corsi d'acqua generavano aree paludose e terreni instabili, rendendo l'area poco adatta alla vita umana. Soltanto durante l'età del Bronzo cominciarono a comparire i primi insediamenti stabili. Il primo nucleo abitato sorse ad opera dei Reti, una popolazione autoctona alpina, sulle colline tra l'attuale Lavis e Pressano. L'attività principale era la viticoltura, favorita dalla conformazione del terreno collinare, che permetteva ai Reti di commerciare i propri prodotti  (in particolare il vino) con i Romani.

### Epoca romana
Intorno al 15 a.C., il generale romano Druso, figlio adottivo dell'imperatore Augusto, condusse la campagna militare che portò alla conquista del Trentino e alla sconfitta delle popolazioni retiche. A seguito della romanizzazione del territorio, fu costruita la Via Claudia Augusta, un'importante arteria viaria che attraversava la regione e prevedeva un passaggio sul torrente Avisio. Per garantire l'attraversamento fu edificato un ponte in legno, sebbene collocato in una posizione diversa rispetto agli attuali attraversamenti.
Durante questo periodo sorse anche il centro abitato di Pressano, il cui nome deriva probabilmente dal latino locus praesanus, ovvero "luogo sano", a sottolineare la sua posizione rialzata e salubre rispetto alle aree paludose di Lavis. Col passare del tempo, parte della popolazione che abitava le colline scese a valle per avvicinarsi al fiume, attratta dalle opportunità offerte dalla vicinanza con l’acqua. Fu così che si sviluppò il primo nucleo urbano di Lavis.

### Alto Medioevo
Dopo la caduta dell’Impero Romano d’Occidente nel 476 d.C., il territorio trentino — come molte altre aree alpine — visse un lungo periodo di instabilità politica e frammentazione del potere. Con la scomparsa di un’autorità centrale forte, le popolazioni locali si trovarono progressivamente costrette ad autogestirsi per far fronte ai bisogni quotidiani e per difendere il territorio.
Con l'invasione dei Longobardi nel 568-569, venne istituito il Ducato di Trento di cui Lavis entrò a far parte. Nel 774 Lavis l'area entrò a far parte dell'Impero carolingio e, dopo la morte di Carlo Magno, la città entrò a far parte dei domini di Lotario I. Nel 1004, venne istituito il Principato vescovile di Trento ed i principi iniziano a riscuotere tributi anche a Lavis.

### Vicinia di Lavis
La Vicinia di Lavis, chiamata anche Vicinanza di Lavis o Vicinia Avisii, era un'antica forma di organizzazione comunitaria con funzioni amministrative, sociali ed economiche, attiva almeno dal 1526 fino all'inizio dell’Ottocento.
La vicinia era costituita dai rappresentanti dei residenti (detti "vicini") ed era l'organo decisionale della comunità locale. L’assemblea si riuniva più volte all’anno, convocata generalmente dal suono della campana, per discutere questioni legate alla vita collettiva: gestione dei campi e degli alpeggi, manutenzione di strade, ponti, fiumi e boschi, sfruttamento di risorse naturali, e anche la cura degli edifici religiosi, come la chiesa e la canonica.
Ogni comunità era regolata da una "carta di regola", una sorta di statuto che stabiliva le norme di convivenza. Quella di Lavis, condivisa con Pressano e altre località vicine, risale al 1º marzo 1526. Fu confermata poi dall'imperatrice Maria Teresa nel 1746 e da Giuseppe II nel 1783.
A capo della vicinia vi era il regolano, eletto ogni anno a rotazione tra i proprietari di immobili. Le assemblee si tenevano inizialmente a Pressano, poi nella casa comunale di Lavis. Il regolano era affiancato da tre sindaci e sei deputati, che formavano il Consiglio della comunità. Ogni sindaco era responsabile del proprio gruppo di famiglie, detto columello. Esistevano poi altre figure, come l’esattore delle tasse (le steore), i Paumaister incaricati della manutenzione degli argini di Adige e Avisio, e altri ruoli comunitari come il "becaro" (macellaio), i "stimadori" (perizie), i "saltari della campagna" (guardie rurali), il pastore e i sorveglianti antincendio.

### Periodo Napoleonico
Tuttavia, l’autonomia delle vicinie venne drasticamente ridotta con l’arrivo dell’amministrazione bavarese durante il periodo napoleonico. Con il decreto vicereale del 24 luglio 1810, il Dipartimento dell’Alto Adige fu diviso in distretti, comuni e cantoni, e le antiche regole vennero abolite, segnando la fine della Vicinia di Lavis come istituzione autonoma.
Nonostante la perdita dell’autonomia tradizionale, questo periodo portò anche innovazioni, come una maggiore uniformità normativa, riforme fiscali e tentativi di razionalizzazione dell’apparato amministrativo. Tuttavia, il nuovo sistema incontrò resistenze nelle comunità rurali, abituate a una gestione locale fondata sulla partecipazione diretta e sulla tradizione.
Con la caduta di Napoleone nel 1815, Lavis, come il resto del Trentino, venne annessa all’Impero austriaco, entrando a far parte della Contea del Tirolo, sotto il controllo asburgico, che avrebbe mantenuto fino alla fine della Prima guerra mondiale.

### Simboli
Stemma
Lo stemma del comune di Lavis è stato riconosciuto con D.C.G. del 9 agosto 1929.
Esso è lo stemma dell'antica "Comunità di Lavis, Pressano e Consorti", a significato dell'unione e della solidarietà che lega le comunità rappresentate.
Gonfalone
Dagli anni Ottanta del Novecento il Comune utilizzava un gonfalone non approvato formalmente:
Su richiesta del consiglio comunale la Giunta provinciale di Trento ha approvato il nuovo gonfalone ufficiale con deliberazione n. 559 dell'11 aprile 2014.

## Monumenti e luoghi d'interesse

### Architetture religiose
- Chiesa di Sant'Udalrico, citata già dall'anno 1341 in un contratto relativo all'acquisto di legname, venne ricostruita nell'anno 1488 in stile gotico, nel 1593 in stile rinascimentale, e nel 1760 nelle forme attuali. Ad oggi la chiesa si presenta in forme barocche, a tre navate scandite da due pilastri ciascuna, con volte decorate da scene dell'Esodo nell'aula, e da episodi della vita di Sant'Udalrico nel presbiterio, ad opera del pittore veronese Bartolomeo Zeni, che qui operò tra il 1783 e il 1789. Vi sono inoltre pregevoli stucchi rococò e decorazioni a finto marmo. Altre opere degne di nota sono i due altari laterali, dedicati alla Madonna e al Crocifisso, opera dello scultore Cristoforo Benedetti, risalenti agli anni 1700-1719 e posti nella precedente chiesa, dalla quale provengono anche le due tele raffiguranti l'Assunzione di Maria e la Resurrezione di Cristo, realizzate verso il 1700 dal pittore Giuseppe Alberti. L'altare maggiore è opera marmorea tardo-settecentesca del maestro Giovanbattista Antonini da Brentonico. Dietro esso si trova la Pala del Santo Patrono opera del boemo Johann Pock, racchiusa in una imponente ed elaborata cornice marmorea. Narra la leggenda che la chiesa sorse sul luogo della morte di Sant'Udalrico, avvenuta nel 973 d.C. Il santo vescovo di Augusta, al ritorno da un pellegrinaggio a Roma, sentendosi morire chiese di essere trasportato sulla riva destra del torrente Avisio, che all'epoca rappresentava il confine tra il mondo tedesco e quello italiano, per poter spirare nella sua terra. A Lavis sarebbero state quindi sepolte le viscere del santo, secondo la tradizione popolare.
- Chiesa della Madonna di Loreto, risalente al 1700 circa, è posta sulla sponda del torrente Avisio in prossimità del ponte. Costruita su modello della Santa Casa di Loreto per volere di Giovanni Battista Svaldi, si presenta ad aula unica e volta a botte. L'altare in pietra è sormontato dalla nicchia contenente la statua della Madonna ed è decorato da un affresco opera del pittore Angelo Orlandi raffigurante il trasporto della Santa Casa.
- Chiesetta di San Giovanni Nepomuceno, mirabile opera barocca di Domenico de Costa di Badia risalente al 1755. Già cappella privata dell'adiacente palazzo De Coredo, ora municipio, l'edificio si presenta affacciato sulla antica Via Imperiale. L'interno a navata unica è arricchito da lesene sostenenti un imponente cornicione e da eleganti stucchi. Capolavoro assoluto è senza dubbio l'ancona barocca a stucco che incornicia la pala, bellissima opera rococò di Francesco Sebaldo Unterpergher, dipinta nel 1741, raffigurante la Madonna con Bambino attorniata dai santi Giuseppe, Giovanni Battista, Giovanni Nepomuceno e Carlo Borromeo.
- Chiesa di San Felice da Nola, nella frazione di Pressano.
- Chiesa di Santa Maria Assunta, nella frazione di Sorni.

### Aree naturali

#### Giardino dei Ciucioi

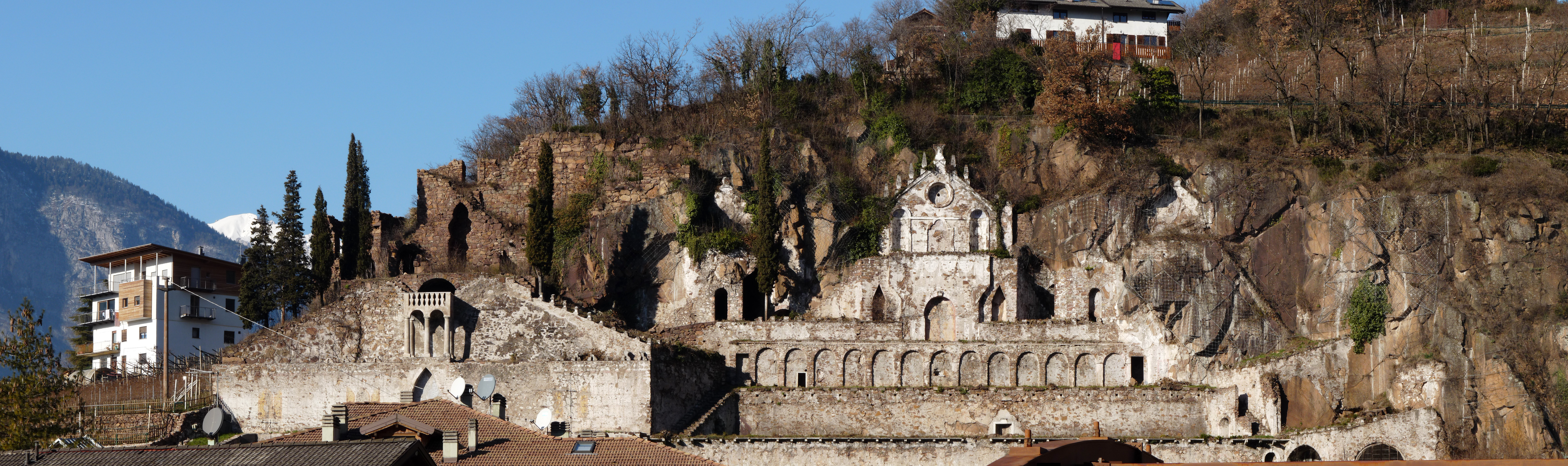
Il Giardino dei Ciucioi

È un giardino che sorge sulle pendici del dos Paion sopra il borgo di Lavis. Il toponimo "Ciucioi" deriva dal tedesco Zu Zoll (Al Dazio: il paese di Lavis, era infatti il dazio tirolese posto sul confine tra la contea del Tirolo e il Principato vescovile di Trento). Il giardino dei Ciucioi fu ideato e realizzato da Tommaso Bortolotti, ricco imprenditore lavisano, tra il 1840 e il 1860. Esso si sviluppa su terrazzamenti e si compone di finte quinte architettoniche legate all'eclettismo architettonico dell'epoca. Rare piante esotiche, coltivate in vaso e custodite in grandi serre riscaldate da stufe a olle e caminetti, arricchivano il patrimonio botanico del giardino ammirato anche da imperatori e principesse che passavano lungo la sottostante strada imperiale. Il Giardino è gestito dall'Ecomuseo Argentario.

#### Biotopo foci dell'Avisio
Riserva naturale che comprende le foci dell'Avisio e parte del corso dell'Adige fino alle foci del Noce. È attraversata dalla ciclopista della valle dell'Adige.

## Società

### Evoluzione demografica
Abitanti censiti

### Etnie e minoranze straniere
Al 31 dicembre 2023 vi erano 835 stranieri, pari all'8,78% della popolazione.

### Riconoscimenti
Nel 2009 il comune di Lavis è stato definito il più solidale d'Italia, infatti l'80% degli abitanti ha partecipato a questo tipo di attività.

## Cultura
Nell'aprile 2014 nell'ambito di un progetto per la valorizzazione del patrimonio artistico architettonico del comune di Lavis l'assessorato alla cultura, istruzione e valorizzazione dei BB.CC ha incaricato il maestro d'arte Renato Restelli di eseguire una raccolta di opere raffiguranti i luoghi più rappresentativi del paese; che avrebbero costituito gli originali di una collezione di stampe di prestigio denominate "OMAGGIO A LAVIS" i luoghi della storia.

## Infrastrutture e trasporti
Lavis è capolinea della linea 17 della rete urbana automobilistica di Trento.

### Ferrovie
Il territorio comunale è attraversato da due linee ferroviarie: la linea del Brennero (Innsbruck–Verona), a scartamento normale, e la linea a scartamento ridotto Trento-Malé-Mezzana, inaugurata nel 1964 in sostituzione della preesistente tranvia.
L'abitato principale è servito da due stazioni: quella di Lavis, sulla linea del Brennero, è gestita da Rete Ferroviaria Italiana, mentre Lavis FTM si trova sulla Trento-Malé-Mezzana ed è gestita da Trentino Trasporti. Le località di Nave San Felice e Sornello sono servite anch'esse da impianti ferroviari entrambi sulla Trento-Malé-Mezzana: la prima dall'omonima stazione, la seconda da una fermata in piena linea.
La stazione sotterranea di Zambana, pur servendo l'omonimo comune, sorge nel territorio di Lavis.

## Amministrazione

### Sindaci dal 1978
| Periodo | Periodo   | Primo cittadino     | Partito                              | Carica  |
| ------- | --------- | ------------------- | ------------------------------------ | ------- |
| 1978    | 1985      | Cornelio Moser      | Democrazia Cristiana                 | Sindaco |
| 1985    | 1990      | Cornelio Moser      | Democrazia Cristiana                 | Sindaco |
| 1990    | 1995      | Claudio Brugnara    | Democrazia Cristiana                 | Sindaco |
| 1995    | 2000      | Graziano Tomasin    | Progressisti - L'Ulivo               | Sindaco |
| 2000    | 2004      | Graziano Tomasin    | Progressisti - L'Ulivo               | Sindaco |
| 2004    | 2010      | Graziano Pellegrini | Lista civica                         | Sindaco |
| 2010    | 2015      | Graziano Pellegrini | Lista civica                         | Sindaco |
| 2015    | 2020      | Andrea Brugnara     | Partito Democratico, PATT, Vivilavis | Sindaco |
| 2020    | 2025      | Andrea Brugnara     | Partito Democratico, PATT, Vivilavis | Sindaco |
| 2025    | in carica | Luca Paolazzi       | Partito Democratico, PATT, Vivilavis | Sindaco |

## Sport

### Calcio
Ha sede nel comune la società Us Lavis ASD che il 28 aprile 2024, grazie al successo in casa per 2-0 contro il SSV Naturns , centra la storica promozione in Serie D con due giornate di anticipo.

### Sci
L'associazione sportiva SCI CLUB LAVIS fondato nel 1974, su iniziativa di Armando Botteon, iscitta alla F.I.S.I., da luogo a numerose iniziative ed attività sciistiche,  corsi di sci a tutti i livelli per bambini, ragazzi e adulti. Negli anni ha anche organizzato importati manifestazioni sportive tra cui quella di maggior spicco negli anni '90 fu la 6-SCI gara non agonistica a squadre composte da gruppi di famiglie, che sotto la guida di Alberto Ghezzer prima e di Moser Cornelio poi e con il patrocinio di Rolly Marchi (lavisano di nascita, personaggio di spicco nel mondo dello sci e non solo, giornalista e fondatore, tra le altre iniziative, del famosissimo Trofeo Topolino di Sci) vide la partecipazione di campioni quali Alberto Tomba, Kristian Ghedina, Sabina Panzanzini, i fratelli Bergamelli ed altri, oltre a campioncini allora ancora in erba tra i quali Federica Brignone.

### Pallavolo
All'interno dell'U.S. Lavis non vi è solamente il calcio. Essendo una polisportiva, infatti, la società rossoblù contempla anche al suo interno la disciplina della pallavolo. Questo attraverso un settore giovanile che copre tutti i campionati giovanili regionali, dal Minivolley all'Under 18, fino ad arrivare alla serie C, il massimo campionato regionale. Nella bacheca del settore pallavolo c'è anche la vittoria di due campionati di serie C (2013 e 2023) con conseguente promozione ai campionati nazionali ma in entrambi i casi si rinunciò alla promozione. In bacheca anche due Coppa Trentino-Alto Adige (2022 e 2023) ed una Coppa Province (2022).

### Karate
L'associazione sportiva dilettantistica Karate Lavis esiste dall'8 gennaio 1993. È iscritta alla FITAK (Federazione Italiana Taekwondo e Karate), alla FILPJK (Federazione Italiana Lotta Pesi Judo Karate) che dal 2001 si trasforma in FIJLKAM. L'associazione riceve l'autorizzazione dal CONI all'apertura di un Centro Avviamento allo Sport (CAS) nel 1995.

### Pallacanestro
Il C.R.C.S.D. Paganella oltre alla prima squadra di basket iscritta al campionato di Promozione presenta anche un settore giovanile che comprende squadra Aquilotti, Esordienti e Under 15 che partecipano ai rispettivi campionati.

### Pallamano
Pressano, una frazione di Lavis, ospita la Pallamano Pressano che milita nel campionato serie A maschile.